# Thomas Koppel
Thomas Koppel, född 27 april 1944 i Örebro, Sverige, död 25 februari 2006 i Puerto Rico; dansk musiker, som medverkade i Savage Rose. Han var son till den danske pianisten och kompositören Herman D. Koppel, och gift med sångerskan Annisette Hansen.
Asteroiden 6361 Koppel är uppkallad efter honom.